# Пухоеды слитногрудые
Пухоеды слитногрудые (лат. Laemobothriidae) — семейство бескрылых насекомых подотряда Amblycera из отряда пухоедов и вшей. Постоянные паразиты птиц.

## Описание
Мелкие насекомые, длина как правило около 5 мм. Встречаются и крупные представители (до 11 мм у Laemobothrion, крупнейшие пухоеды птиц). Голова вытянутая с предглазничными выступами. Усики 4- или 5-члениковые. Пронотум отделён от остальной груди, но мезонотум, метанотум и 1-й тергит первого абдоминального сегмента слиты. На III-VIII-м абдоминальных сегментах расположено 6 дыхалец. От прочих представителей Amblycera отличаются слитыми мезо- и метанотумом, микротрихиями на бёдрах и голенях третьей пары ног, двумя коготками на лапках второй и третьей пары, наличием лабиальных щупиков и 4-члениковых максиллярных щупиков. Паразитируют на птицах, в том числе аистовые, ястребиные, соколиные и пастушковые.

## Систематика
Около 20 видов (около сотни синонимов) в 3—4 родах (иногда их объединяют в один род).
- Eulaemobothrion Ewing, 1929 (или синоним Laemobothrion) 
  - Eulaemobothrion atrum (Nitzsch, 1818)
  - Eulaemobothrion chloropodis (Schrank, 1803)
  - Eulaemobothrion eurypygae (Carriker, 1963)
  - Eulaemobothrion emarginatum Piaget, 1880
  - Eulaemobothrion cubense Kellogg & Ferris, 1915
  - Eulaemobothrion chloropodis (Schrank, 1803)
  - Eulaemobothrion blagoveshtchenskyi  Tendeiro, 1963
  - Eulaemobothrion biswasi  (Lakshminarayana, 1967)
  - Eulaemobothrion atrum  (Nitzsch, 1818)
  - Eulaemobothrion simile  Kellogg, 1896
  - Eulaemobothrion setigerum  Piaget, 1889
  - Eulaemobothrion plegadilymanticum  (Eichler, 1943)
  - Eulaemobothrion pallescens  Kellogg, 1908
  - Eulaemobothrion opisthocomi  Cummings, 1913
  - Eulaemobothrion nocturnum  Giebel, 1874
  - Eulaemobothrion jabiruensis  (Carriker, 1963)
  - Eulaemobothrion gracile  Giebel, 1874
  - другие виды
- Laemobothrion Nitzsch, 1818 (=Ciconiicola Lakshminarayana, 1970; =Eulaemobothrium Guimarães, 1940; =Laemabothrium Kolazy, 1881; =Laemobothorium Kellogg, 1906; =Laemobothrium Burmeister, 1838; =Ornithopeplechthos Eichler, 1941; =Plegadilymantikos Eichler, 1941; =Pterophagus Eichler, 1941)
  - Laemobothrion giganteum (Nitzsch)
  - Laemobothrion glutinans Nitzsch [In Giebel], 1861
  - Laemobothrion maximum (Scopoli, 1763)
  - Laemobothrion tinnunculi (Linnaeus, 1758)
  - Laemobothrion vulturis (J.C. Fabricius, 1775)
  - другие виды
- Ornithopeplechthos Eichler (или синоним Laemobothrion)
- Ciconiicola Lakshminarayana, 1970 (или синоним Laemobothrion)[10]
  - =Ciconiicola kelloggi (Bedford, 1919)
    - =Laemobothrion kelloggi Bedford
    - =Eulaemobothrion kelloggi